# 波音747-400 LCF
波音747-400大型貨機（英語：Boeing 747-400 Large Cargo Freighter，常簡稱為747 LCF或LCF），正式官方命名波音747夢想運輸者（Boeing 747 Dreamlifter），是一款由美國波音開發，並由長榮航太科技（EGAT）負責改裝的特殊用途大型貨機。LCF於2006年8月進行第一次試飛，已改裝四架，起初交付美國長青國際航空（Evergreen International Airlines）操作，2010年8月之後改由亞特拉斯航空（Atlas Air）操作。LCF的設計目的是用於運送波音787「夢想客機」（Dreamliner）的機身半成品，以節省製造時間與成本而開發出來的特殊用途貨機。

## 簡介

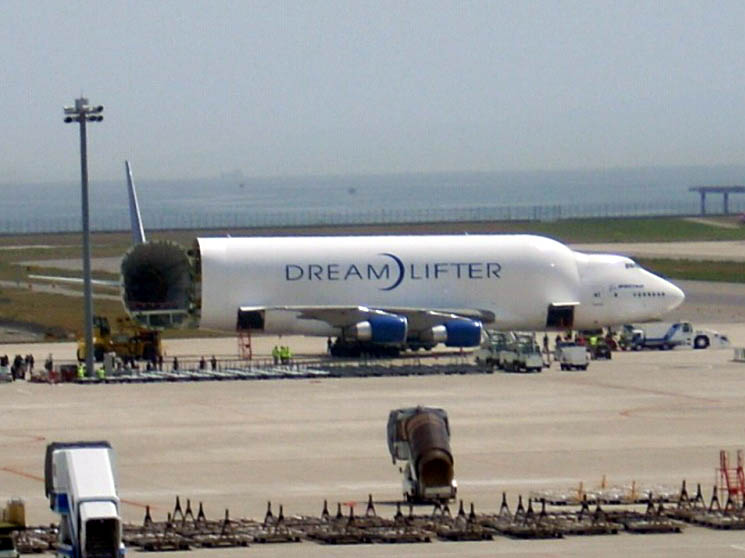
打開機尾艙門的747 LCF

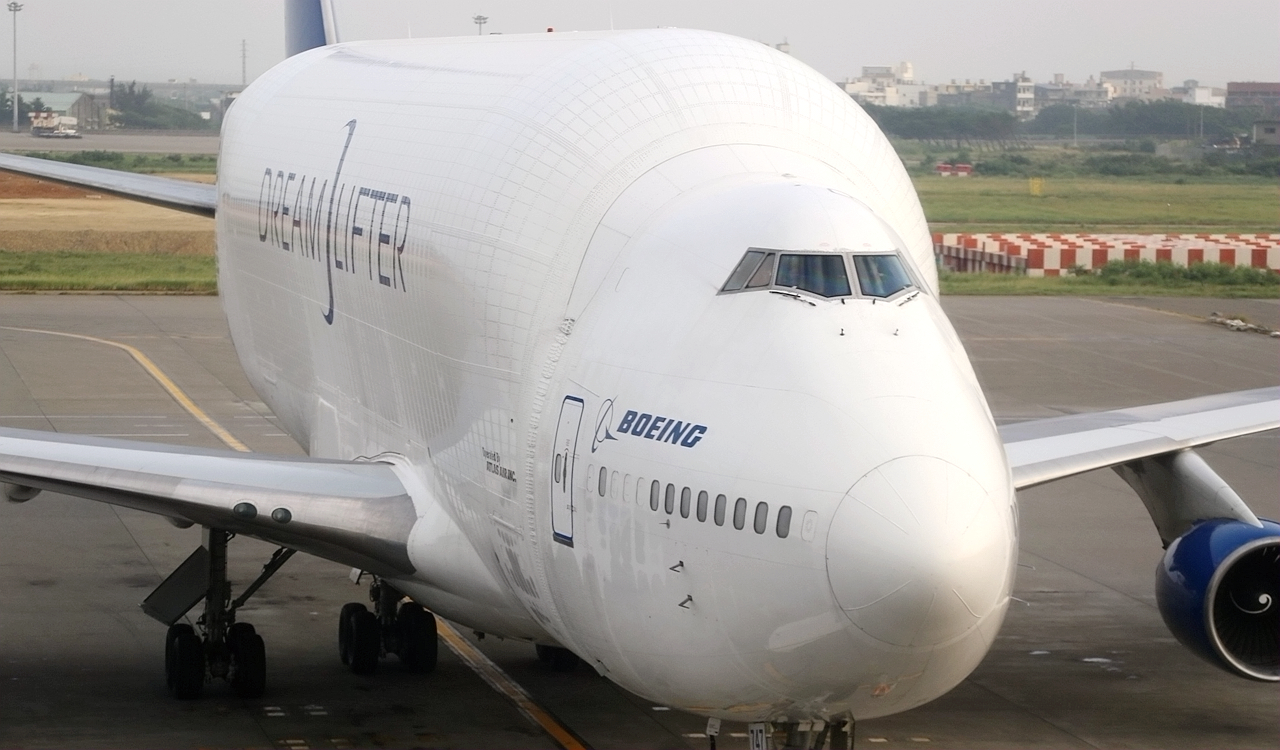
747 LCF的機頭

LCF是因應波音787客機的生產而衍生出的產品，由747-400型客機与波音747SP改造而來。四架LCF的改造素材，是波音分別自中華航空（2架，原B-18271/B-161、B-18272/B-162）、中国国际航空（1架，原B-2464）及马来西亚航空（1架，原9M-MPA）接收而來的舊機身。相對於以海運運送的方式，以波音747LCF空運787的半成品約可減少20%至40%的運輸成本，而耗費的時間則由原本的30天縮短到僅需1天。完成改裝後的747LCF將主要自日本名古屋與意大利等地運送波音787半成品到南卡罗来纳州查爾斯頓（Charleston），再運送到波音在华盛顿州埃弗里特（Everett）的工廠進行最終組裝。
波音早在2004年10月時就已經確定LCF的基本構形，其機身結構是由波音位於美國華盛頓州普吉特海湾（Puget Sound）的結構設計小組與位於加利福尼亚州卡諾加公園（Canoga Park）的波音火箭動力實驗室（Boeing Rocketdyne）聯手負責，而位於俄罗斯莫斯科的波音設計中心（Boeing Design Center，BDC）則負責LCF大幅擴大的上層機身、後段機身，及連結擴大過的機身與原機身結構的三角形過渡結構。西班牙的加美薩航空（Gamesa Aeronautica）負責設計LCF機尾處的橫開式貨艙門並將747SP的尾翼设计沿用，荷蘭的施托克-福克（Stork-Fokker）負責設計隔離LCF貨艙與駕駛艙兩個區塊的加壓火牆，最後再交付台灣的長榮航太科技進行改裝。與一般大型貨機常採用的上開式（又稱為「掀罩式」）貨艙門開啟方式不同，在裝卸貨物時LCF的貨門是以橫向的方式開啟，讓波音787的大型零組件能夠簡單而迅速的裝卸，縮短生產線時間（此橫向開啟式設計的鎖扣皆運用了波音公司於1986年時曾考慮的波音767-X「摺疊式主翼」設計，後來因市場興趣不大而作廢，並以波音777代之）。
除了機體上的大幅修改外，LCF的機翼設計有小幅變更。在還未試飛之前，LCF的機翼原本仍保持波音747-400的形狀，但試飛後數據顯示裝有翼尖小翼會造成不規則擾動，波音遂決定在最終設計上移除翼尖小翼。另外飛行時僅前端的駕駛艙有加壓，後端的貨艙並不加壓。

## 規格

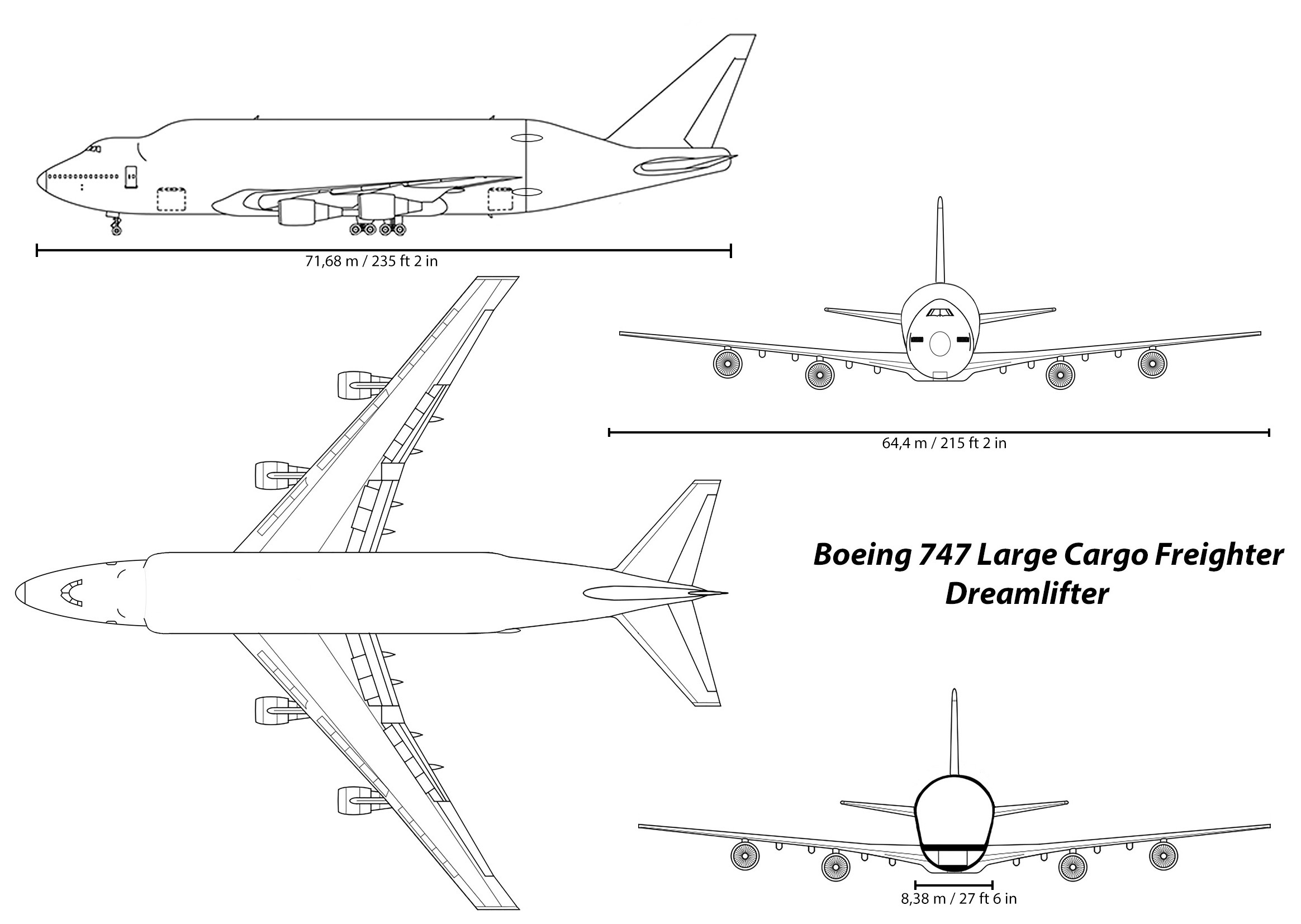
747-400 LCF

相較於原本的波音747-400F，LCF的貨艙容量則由原本的24,900立方英呎提升至65,000立方英呎，擴充規模約為2倍，垂直尾翼和机尾則更改为与波音747SP同样的设计以提升操縱力。
| 型號                 | 747 LCF                         | 747-400                                                                          |
| -------------------- | ------------------------------- | -------------------------------------------------------------------------------- |
| 機組人員             | 2                               | 2                                                                                |
| 長度                 | 235尺2英寸 （71.68米）          | 231尺10英寸 （70.6米）                                                           |
| 翼展                 | 211尺5英寸（64.4米）            | 211尺5英寸（64.4米）                                                             |
| 高度                 | 70尺8英寸（21.54米）            | 63尺8英寸（19.4米）                                                              |
| 空載重量             | 180,530（398,000磅）            | 179,015（394,661磅）                                                             |
| 最大起飛重量         | 364,235（803,001磅）            | 396,890（874,990磅）                                                             |
| 巡航速度             | 0.82马赫 （474 海里，878 公里） | 0.85馬赫 （491 海里，910 公里）                                                  |
| 最大起飛重量所需跑道 | 9,010尺（2,804米）              | 9,902尺（3,018米）                                                               |
| 航程                 | 4,200海里（7,778公里）          | 7,260海里（13,450公里）                                                          |
| 最大燃料量           | 52,609美制加侖（199,150公升）   | 57,285美制加侖（216,850公升）                                                    |
| 发动机（╳4）         | PW 4056                         | PW 4056 GE CF6-80C2B5F RR RB211-524G/H                                           |
| 發動機推力           | 63,300磅力（282千牛頓）         | PW 63,300磅力（282千牛頓） GE 62,100磅力（276千牛頓） RR 60,100磅力（267千牛頓） |

## 機隊列表
| 機隊序號 | 改造後首航日  | 製造編号  | 型號 | 發動機     | 註冊編號 | 註冊日         | 原註冊編號      | 原所有者     | 出廠交機日 |
| -------- | ------------- | --------- | ---- | ---------- | -------- | -------------- | --------------- | ------------ | ---------- |
| 1号機    | 2006年9月9日  | 25879/904 | -4J6 | 普惠PW4056 | N747BC   | 2001年8月22日  | B-2464          | 中国国際航空 | 1992年3月  |
| 2号機    | 2007年2月16日 | 24310/778 | -409 | 普惠PW4056 | N780BA   | 2004年12月17日 | B-18272 (B-162) | 中華航空     | 1990年3月  |
| 3号機    | 2008年6月     | 24309/766 | -409 | 普惠PW4056 | N249BA   | 2005年5月17日  | B-18271 (B-161) | 中華航空     | 1990年2月  |
| 4号機    | 2010年1月15日 | 27042/932 | -4H6 | 普惠PW4056 | N718BA   | 2007年9月1日   | 9M-MPA          | 馬來西亞航空 | 1992年8月  |